# Homo habilis
Homo habilis (det dygtige menneske) er en af de ældste arter i Homo-slægten og levede i det sydlige Afrika for omkring 2 millioner år siden. De var ca. 1,50 meter høje og deres hjerner var større end Australopithecus-slægten, men mindre end nutids-menneskets (Homo sapiens). Homo habilis kunne lave enkle redskaber ved at slå stykker af sten, så de fik skarpe og kantede spidser.
Typeeksemplaret er en underkæbe ved navn OH 7 (Olduvai Hominid nr. 7), fundet af Mary Leakey i 1960 i Olduvai-slugten i det nordlige Tanzania.